# Округа департамента Аверон
Департамент Аверон региона Юг — Пиренеи состоит из 23 кантонов и 3 округов.
Округа департамента:
| Округ              | Французское название     | Супрефектура       | Население, чел. (2012) | Площадь, км² | Код INSEE | Количество коммун |
| ------------------ | ------------------------ | ------------------ | ---------------------- | ------------ | --------- | ----------------- |
| Родез              | Rodez                    | Родез              | 141 635                | 3974         | 122       | 139               |
| Мийо               | Millau                   | Мийо               | 70 742                 | 3467         | 121       | 101               |
| Вильфранш-де-Руэрг | Villefranche-de-Rouergue | Вильфранш-де-Руэрг | 63 852                 | 1293         | 123       | 64                |
|                    |                          |                    | 276 229                | 8735         |           | 304               |